# Симос Любас
Симос В. Любас (на гръцки: Σίμος Β. Λιούμπας) е гръцки политик от Македония.

## Биография
Любас е роден в костурското село Яновени, тогава в Османската империя, днес Янохори, Гърция. Занимава се с търговия. Избран е за депутат от антивенизелистката Националистическата партия на Димитриос Гунарис през май 1915 година, заедно с Йоанис Валалас и Йон Драгумис, докато Константинос Херопулос е избран от Либералната партия. Любас е преизбран отново в 1920 година от Обединената опозиция на Гунарис заедно с антивенизелистите Филипос Драгумис и Михаил Типадис. В 1926 година отново е избран от антивенизелистката Партия на свободомислещите на Йоанис Метаксас, заедно с Филипос Драгумис от Кооперативната селска партия.